# AGIR
AGIR fue un coalición política portuguesa de los partidos MAS y PTP, fundada en julio de 2015 por la exmiembro del Bloque de Izquierda, Joana Amaral Dias, que defendía los servicios públicos, la democracia y la economía participativas y la lucha contra la corrupción.

## Historia

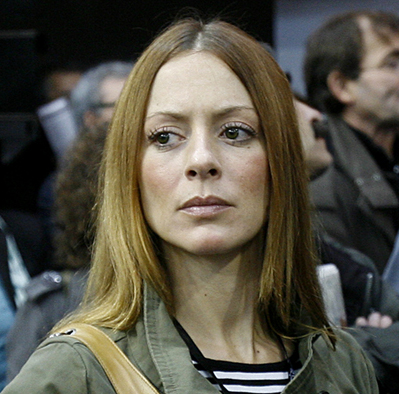
Joana Amaral Dias, líder de AGIR

El 23 de julio de 2015, AGIR formalizó una coalición con el MAS y el PTP, para presentarse a las elecciones legislativas de octubre de 2015. Aunque Joana Amaral Dias insistió en que AGIR no era un movimiento de derecha o de izquierda, el líder del MAS, Gil Garcia —también exmiembro del Bloque de Izquierda—, explicó que se unió a la coalición con el objetivo de formar una unión izquierdista en las elecciones legislativas, a fin de evitar el monopolio del gobierno del país por PS, PSD y CDS-Partido Popular. Fue disuelto tras las elecciones legislativas de octubre de 2015 al no obtener ningún diputado.